# Journal of Animal Ecology
«Journal of Animal Ecology» — британський науковий журнал, присвячений проблемам екології з особливим розглядом екології тварин.
Офіційний орган Британського екологічного товариства (British Ecological Society).

## Історія
Заснований у 1932 році. Видається видавництвом Wiley-Blackwell спільно з Британським екологічним товариством, яке також випускає журнали Journal of Ecology, Journal of Applied Ecology і Functional Ecology.
Усі статті журналу доступні передплатникам на сайті журналу і видавництва Wiley InterScience в інтернеті.
За рівнем цитування (Імпакт-фактор, Science Citation Index = 4,841 (2012)) входить до десятки найзначиміших у світі журналів в категорії зоологія за 28 років (1981–2008).

## Тематика
У журналі Journal of Applied Ecology публікуються оригінальні дослідження з усіх аспектів екології тварин наземних і водних екосистем, включаючи екосистемну екологію, популяційну екологію, поведінкову екологію, фізіологічну екологію.

## ISSN
ISSN 0021-8790

## Адреса
- Charles Darwin House, 12 Roger Street, Лондон WC1N 2ju, UK

## Ресурси Інтернету
- Нові статті на сайті видавництва. (англ.)
- Сайт журналу [Архівовано 15 серпня 2015 у Wayback Machine.]
- publications/journalofanimalecology/index.php Сторінка журналу на сайті BSE

## Виноски
1. ↑  The ISSN portal — Paris: ISSN International Centre, 2005. — ISSN 0021-8790
2. 1 2 3  Taylor L. R. The First Fifty Years of the Journal of Animal Ecology--With an Author Index // J. Anim. Ecol. / C. S. Elton, O. Richards, R. Taylor — Wiley-Blackwell, 1981. — Vol. 50, Iss. 3. — P. 951–971. — ISSN 0021-8790; 1365-2656 — doi:10.2307/4149
3. 1 2  Journal of Animal Ecology (Wiley Blackwell Publishing). British Ecological Society. Архів оригіналу за 20 квітня 2012. Процитовано 16 березня 2010. [Архівовано 2012-04-16 у Wayback Machine.]
4. ↑  2/ 17.10.2010 — Journals Ranked by Impact: Zoology — ScienceWatch.com
5. ↑  ISSN на сайті library.hse.ru. Архів оригіналу за 24 січня 2005. Процитовано 20 серпня 2015. [Архівовано 2005-01-24 у Wayback Machine.]